# Ha Nam (provincie)
Ha Nam (vietnamsky Hà Nam) je provincie ve severní části Vietnamu. Žije zde přes 2 miliony obyvatel. Provincie leží nedaleko hlavního města Vietnamu, Hanoje.

## Geografie
Provincie se nachází v deltě Rudé řeky poblíž Hanoje. Sousedí s provinciemi Nam Dinh, Thai Binh, Hung Yen, Hanoj, Hoa Binh a Ninh Binh. Jelikož protéká provincii Rudá řeka, proto je země velmi úrodná a je důležitou dopravní dopravní tepnou a křižovatkou mezi Hanojí a Jihočínským mořem.